# Hrvoje Verzi
Hrvoje Verzi (* 12. November 1970 in Zagreb) ist ein ehemaliger deutscher Leichtathlet. Ende der 1990er Jahre war Verzi einer der besten Dreispringer des Deutschen Leichtathletik-Verbandes.
Seinen ersten Erfolg feierte er 1995, als er US-amerikanischer Collegemeister wurde. Die beste Saison absolvierte Verzi 1998, als er zunächst bei den Deutschen Meisterschaften Zweiter wurde, beim Europacup in Sankt Petersburg den dritten Platz belegte und schließlich Elfter bei den Europameisterschaften in Budapest wurde.
Weitere Erfolge seiner Karriere waren die Deutschen Vizemeisterschaften in den Jahren 1999 bis 2001 sowie ein fünfter Platz beim Europacup 2000 in Gateshead. Insgesamt startete er bei sechs Länderkämpfen im Nationaltrikot.
Er hatte bei einer Größe von 1,83 m ein Wettkampfgewicht von 78 kg.